# 西港路街道
西港路街道，是中华人民共和国河北省秦皇岛市海港区下辖的一个乡镇级行政单位。

## 行政区划
西港路街道下辖以下地区：
红卫里社区、和安里社区、金龙花苑社区、先盛里社区、桥东里社区、纤维里社区、先茂里社区、滨河湾社区和和平花园社区。